# Woluwe Shopping (tramhalte)
Woluwe Shopping is een tramhalte van de Brusselse vervoersmaatschappij MIVB, gelegen in de gemeente Sint-Lambrechts-Woluwe.

## Geschiedenis
De halte Woluwe Shopping is een fusie van de vroegere haltes Debecker en Vellemolen die bediend werden door buslijn 42 dat de Woluwelaan bereed tussen Trammuseum en Roodebeek.
De bouw van de halte Woluwe Shopping maakt deel uit van de verlenging van de voormalige tramlijn 94 vanuit Trammuseum naar Roodebeek. De werken op de Woluwelaan gingen van start in het najaar van 2016 en de eerste sporen werden op 26 oktober 2016 geplaatst ter hoogte van de halte Bronnenpark.
De werken betreffende de omgeving van de halte Woluwe Shopping vielen onder slechts één zone van de tien zones die hele project kende:
- Zone 6: het deel van de Woluwelaan gelegen tussen de Malouvijver en de Kapellaan. De werkzaamheden werden stilgelegd na het arrest van de Raad van State van 20 december 2016 die de bouwvergunning opschortte. Op 21 april 2017 werden de werkzaamheden hervat die de aanleg van de tramsporen, rioleringen en weginfrastructuur bevatte. Het einde van de werkzaamheden is in juni 2018 voorzien.[1]

## Situering
Volgens de stedenbouwkundige vergunningen zullen de perrons van de tramhalte zich tegenover elkaar bevinden ter hoogte van de toegangswegen tot de parkings van het Woluwe Shopping Center. De sporenbekleding ter hoogte van de perrons zal uit asfalt bestaan, terwijl dit gras zal zijn op de overige delen. De toegang tot de perrons zal mogelijk zijn dankzij een zebrapad die de hele breedte van de Woluwelaan zal bedekken en zo een rechtstreekse toegang tot het Woluwe Shopping Center zal verschaffen.

## Opschorting bouwvergunning
Zoals hierboven al toegelicht is, werd de oorspronkelijke stedenbouwkundige vergunning voor de heraanleg van de Woluwelaan opgeschort door de Raad van State. De werken konden pas heropgestart worden mits de goedkeuring van een gewijzigde vergunning. Dit is een niet exhaustieve lijst van de aanpassingen die werden doorgevoerd:
- Het optrekken van het aantal parkeerplaatsen langs de Woluwelaan.
- Een grotere en duidelijkere wachtzone voor de voetgangers ter hoogte van de middenberm aan de zebrapaden.
- Aanleggen van een fietspad naast de eigenbedding van de tram met een duidelijkere plaats voor de zwakke weggebruikers (voetgangers) en zonder richtingsaanwijzing.
- Perrons bouwen met een opvulling bestaande uit aarde waar de wortels van de bomen vrij kunnen groeien.
- Het mogelijk maken dat vrachtwagens die het Woluwe Shopping Center verlaten meteen richting de R0 en Sint-Stevens-Woluwe kunnen rijden zonder een deel van de Woluwelaan te moeten berijden richting Trammuseum alvorens rechtsomkeer te kunnen doen.[3]

Louiza · 
Stefania · 
Defacqz · 
Baljuw · 
Vleurgat · 
Abdij · 
Legrand · 
Ter Kameren-Ster · 
Buyl · 
Johanna · 
ULB · 
Solbos · 
Marie-José · 
Brazilië · 
Boondaal Station · 
Renbaan van Bosvoorde · 
Lieveheersbeestjes · 
Bosvoorde Station · 
Delleur · 
Wiener · 
Valkerij · 
Tenreuken · 
Seny-park · 
Herrmann-Debroux · 
Oudergem-Shopping · 
Vorstrondpunt · 
Empain · 
Trammuseum · 
Bronnenpark · 
Voot · 
Woluwe Shopping · 
Roodebeek